# Greeley County (Kansas)
Greeley County ist ein County im Bundesstaat Kansas der Vereinigten Staaten. Bei der Volkszählung im Jahr 2020 hatte das County 1284 Einwohner und eine Bevölkerungsdichte von 0,6 Einwohnern pro Quadratkilometer. Der Verwaltungssitz (County Seat) ist Tribune. Das County gehört zu den Dry Countys, was bedeutet, dass der Verkauf von Alkohol eingeschränkt oder verboten ist.

## Geographie
Das County liegt im äußerten Westen von Kansas, grenzt an Colorado und hat eine Fläche von 2015 Quadratkilometern ohne nennenswerte Wasserfläche. Es grenzt in Kansas im Uhrzeigersinn an folgende Countys: Wallace County, Wichita County und Hamilton County.

## Geschichte
Greeley County wurde am 20. März 1873 gebildet. Benannt wurde es nach Horace Greeley, einem US-amerikanischen Zeitungsverleger und Politiker, Herausgeber der New York Tribune, der den Ausdruck prägte: „Go West, Young Man!“
Das Greeley County Courthouse ist einzige Eintrag des Countys im National Register of Historic Places (Stand 29. August 2017).

## Demografische Daten

Alterspyramide des Greeley County

Nach der Volkszählung im Jahr 2000 lebten im Greeley County 1534 Menschen. Davon wohnten 27 Personen in Sammelunterkünften, die anderen Einwohner lebten in 602 Haushalten und 414 Familien. Die Bevölkerungsdichte betrug 1 Einwohner pro Quadratkilometer. Ethnisch betrachtet setzte sich die Bevölkerung zusammen aus 93,1 Prozent Weißen, 0,2 Prozent Afroamerikanern, 0,3 Prozent amerikanischen Ureinwohnern, 0,1 Prozent Asiaten, 0,1 Prozent Bewohnern aus dem pazifischen Inselraum und 5,2 Prozent aus anderen ethnischen Gruppen; 1,0 Prozent stammten von zwei oder mehr Ethnien ab. 11,5 Prozent der Bevölkerung waren spanischer oder lateinamerikanischer Abstammung.
Von den 602 Haushalten hatten 34,2 Prozent Kinder unter 18 Jahren, die mit ihnen gemeinsam lebten. 61,1 Prozent waren verheiratete, zusammenlebende Paare, 4,5 Prozent waren allein erziehende Mütter und 31,2 Prozent waren keine Familien. 28,6 Prozent aller Haushalte waren Singlehaushalte und in 12,8 Prozent lebten Menschen mit 65 Jahren oder darüber. Die Durchschnittshaushaltsgröße betrug 2,50 und die durchschnittliche Familiengröße betrug 3,10 Personen.
28,2 Prozent der Bevölkerung waren unter 18 Jahre alt. 6,8 Prozent zwischen 18 und 24 Jahre, 27,3 Prozent zwischen 25 und 44 Jahre, 19,9 Prozent zwischen 45 und 64 Jahre und 17,7 Prozent waren 65 Jahre alt oder älter. Das Durchschnittsalter betrug 39 Jahre. Auf 100 weibliche Personen kamen 98,4 männliche Personen. Auf 100 Frauen im Alter von 18 Jahren und darüber kamen 92,8 Männer.
Das jährliche Durchschnittseinkommen eines Haushalts betrug 34.605 USD, das Durchschnittseinkommen einer Familie betrug 45.625 USD. Männer hatten ein Durchschnittseinkommen von 29.018 USD, Frauen 18.984 USD. Das Prokopfeinkommen betrug 19.974 USD. 8,2 Prozent der Familien und 11,6 Prozent der Bevölkerung lebten unterhalb der Armutsgrenze.